# 13285 Stephicks
13285 Stephicks este un asteroid din centura principală de asteroizi.

## Descriere
13285 Stephicks este un asteroid din centura principală de asteroizi. A fost descoperit pe 17 august 1998 la Socorro, New Mexico, în cadrul proiectului LINEAR. Asteroidul prezintă o orbită caracterizată de o semiaxă mare de 2,45 ua, o excentricitate de 0,12 și o înclinație de 6,9° în raport cu ecliptica.